# Orgilus longiceps
Orgilus longiceps är en stekelart som beskrevs av Muesebeck 1933. Orgilus longiceps ingår i släktet Orgilus och familjen bracksteklar. Inga underarter finns listade i Catalogue of Life.